# Murmelspiel

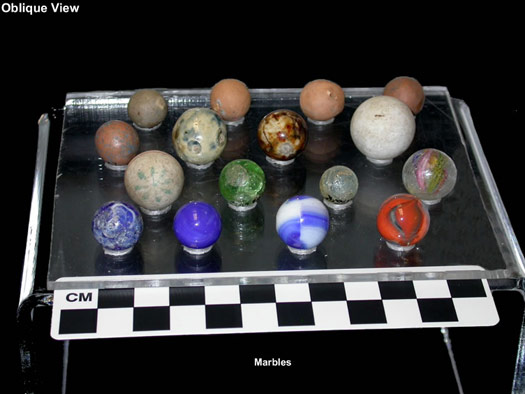
Murmeln von 1700 bis 1930

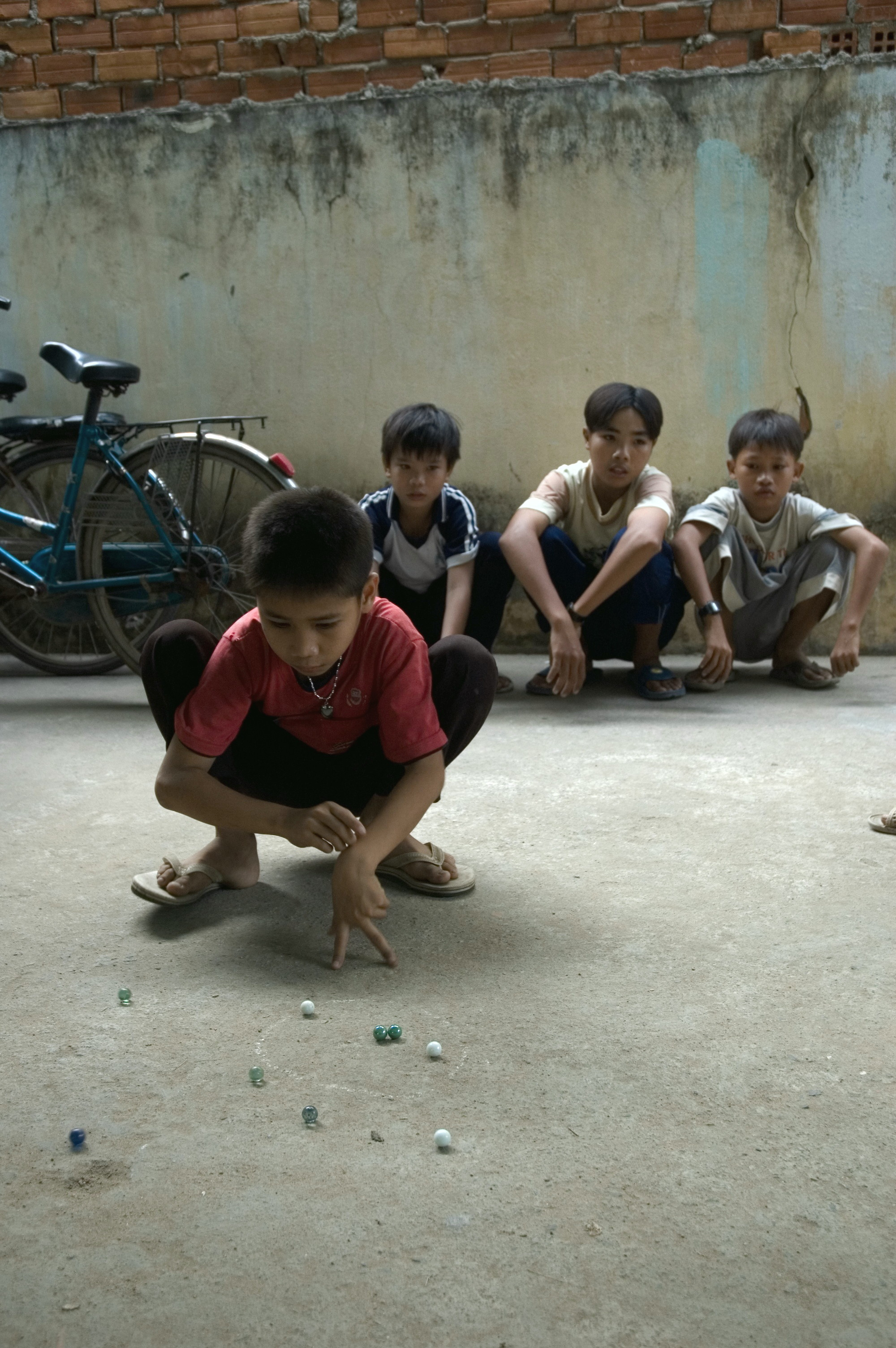
Murmelspiel während der Schulpause in Vietnam

Das Murmelspiel (auch Murmeln) ist ein in der ganzen Welt verbreitetes Kinderspiel mit kugelrunden Gegenständen.

## Historisches

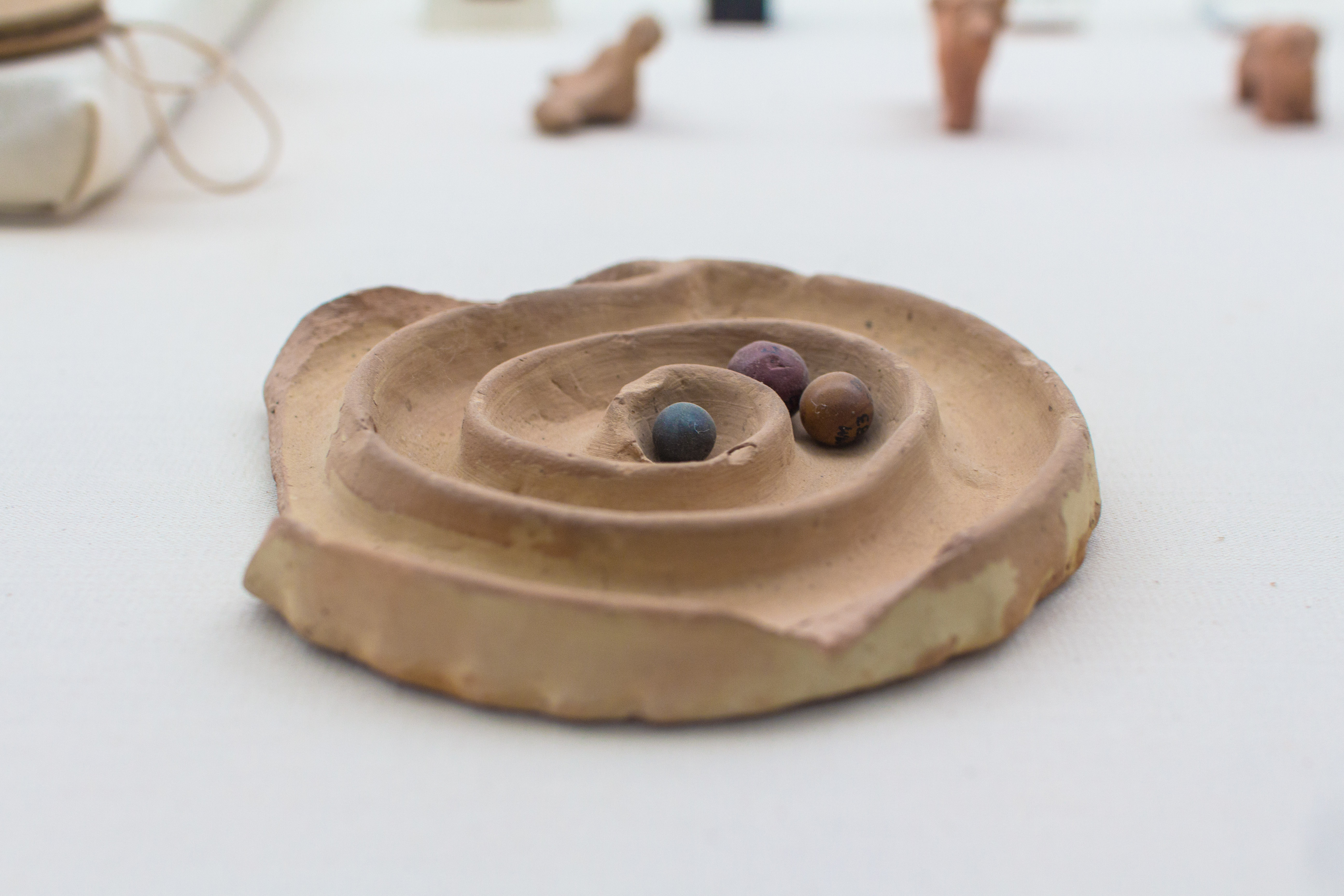
Murmeln und Murmelbahn aus Mohenjo-Daro, Harappa-Kultur

Funde aus babylonischer, harappischer, römischer und germanischer Zeit belegen, dass das Murmelspiel bereits sehr alt ist. Die ältesten Murmeln datieren von 3000 vor Chr. Eine Anzahl runder Schmucksteine fand man als Beigabe im Grab eines ägyptischen Kindes in Naqada. Im British Museum lagern Murmeln aus Kreta, die auf 2000–1700 vor Chr. datieren. Gefunden wurden sie in der minoischen Ausgrabungsstätte beim Berg Petsofas in der Nähe von Palekastro.
Aufgrund archäologischer Funde wird angenommen, dass seit der Zeit um 1500 die verschiedenen Spiele, die man mit Murmeln spielte, in Mitteleuropa an Beliebtheit deutlich zunahmen. Kugelgröße, Material und Farbigkeit der Murmeln wurden vielfach variiert: Neben unterschiedlichen Murmeln aus unglasierter oder weiß engobierter roter Irdenware finden sich vor allem braune Faststeinzeugmurmeln oder seit der Mitte des 19. Jahrhunderts Murmeln aus Glas.
Die Produktion von Glasmurmeln begann erst 1848 im thüringischen Ort Lauscha. Dort erfand der Glasbläser Christoph Simon Karl Greiner die so genannte Märbelschere. Märbel ist das itzgründische Wort für Murmel, das auch in das Hochdeutsche übernommen wurde. Im September 1848 erhielt Christoph Simon Karl Greiner die Konzession zur alleinigen Herstellung von künstlichen Achat- und Edelstein-Kugeln. Die in allen möglichen Farben mit kunstvollen und geschwungenen Spiralmustern im Inneren der Glasmurmel hergestellten Kugeln werden auf traditionelle Weise durch Zugabe von Farbe oder farbigen Glasbändern und Schleifen zu dem entnommenen Glasposten hergestellt.

## Große Vielfalt an Bezeichnungen
In deutschsprachigen Ländern sind das Murmelspiel (das Murmeln) und die Murmel unter zahlreichen Namen bekannt. Einige gängige Bezeichnungen für die Murmel (im Singular) sind Alabaster, Bickel, Bucker, Bugger, Datzer, Dotz, Duxer, Glaser, Heuer, Iller, Katzedonier, Klicker, Klucker, Knicker, Letsch, Marbel, Märbel, Marmel, Mermel, Picker, Schießer, Schneller, Schusser, Steinnuss, Üller und Wetzel.
Das Wort Murmel ist die niederdeutsche Form der schon seit dem Althochdeutschen existierenden dissimilierten Varianten des Wortes Marmor (mittelhochdeutsch marmel), aus dem Murmeln zumindest zeitweilig hergestellt wurden. Die übrigen Wörter beschreiben meistens das klickende Geräusch der aneinanderstoßenden Kugeln oder die Art ihrer Bewegung.

## Material

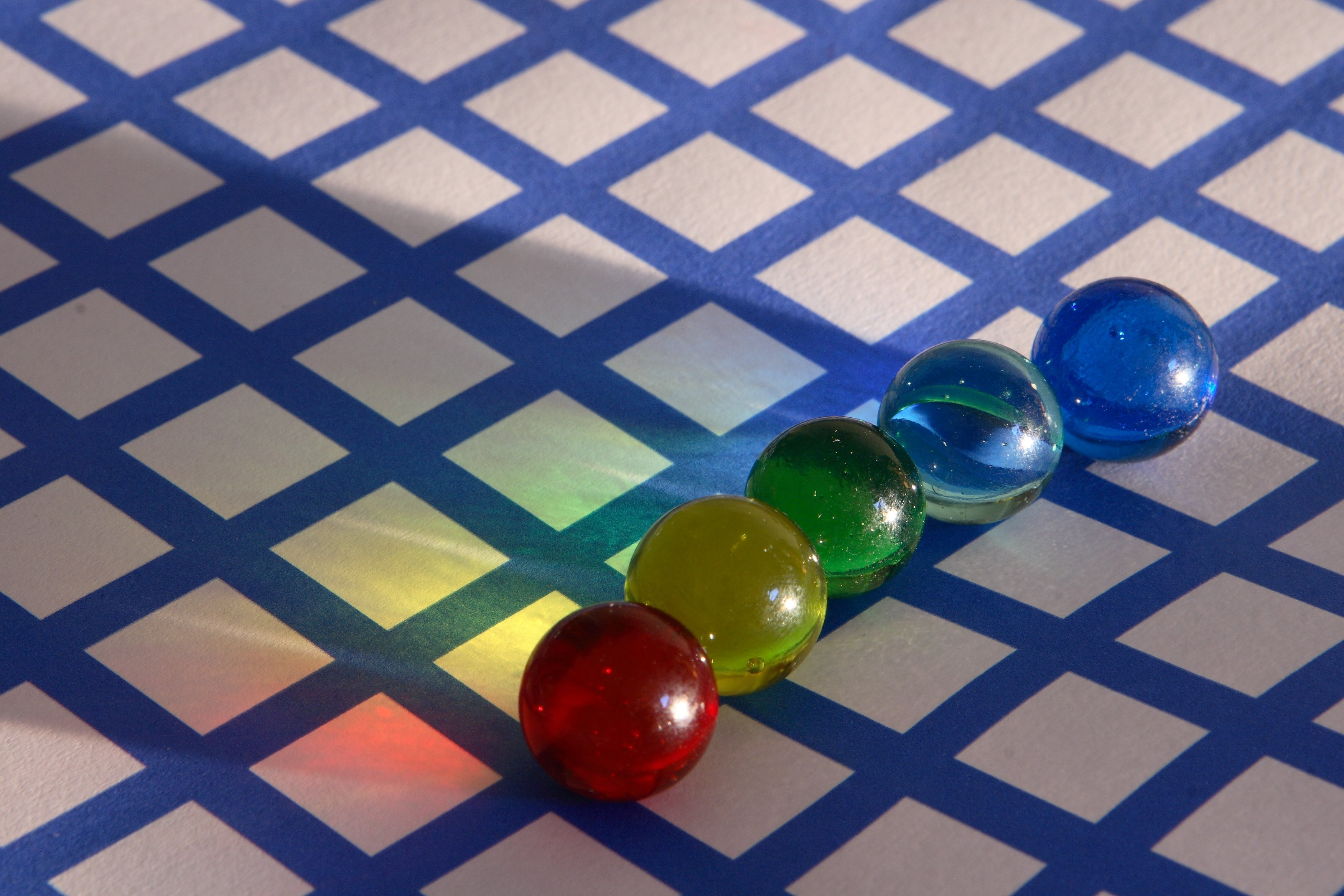
Glasmurmeln

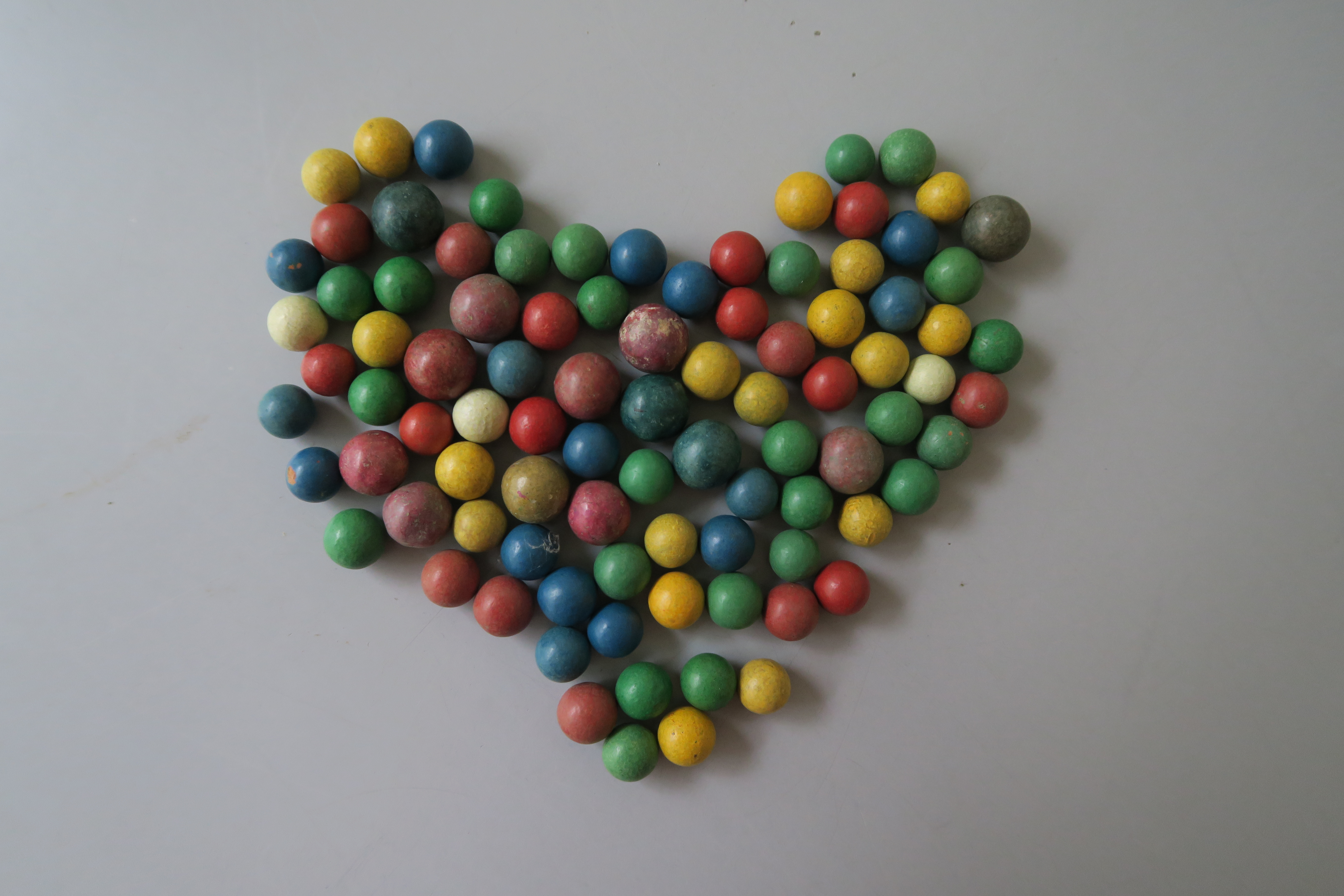
Tonmurmeln

Steinmurmeln (meist Marmor) besaßen bereits die Kinder im alten Rom. Doch überall auf der Welt spielten die Kinder auch mit Glasmurmeln, Perlen, Steinen, Nüssen oder Muscheln. Lange Zeit waren in Europa farbige Murmeln aus Ton weit verbreitet.
Heute gibt es vornehmlich Glasmurmeln. Gelegentlich trifft man auf Murmeln aus Stahl, die meist aus Kugellagern stammen. In nur wenigen Kugelmühlen werden in den Alpen auch heute noch Steine zu Murmeln geschliffen.

## Spiel
Die Spielvariationen und Regeln sind zahlreich. Meist wird im Freien auf festem Erdboden gespielt. Dort ist es am einfachsten, mit dem Schuhabsatz ein etwa faustgroßes Loch zu fabrizieren und den lockeren Boden darum wieder festzustampfen oder die bei anderen Varianten üblichen Abwurflinien zu ziehen.
Für kleine Kinder gibt es auch Kugelbahnen (auch Murmel- oder Kullerbahnen genannt) oder Kugelbahnsysteme (auch für den anspruchsvollen Zeitvertrieb) aus Kunststoff oder Holz, wie Cuboro.

### Wert

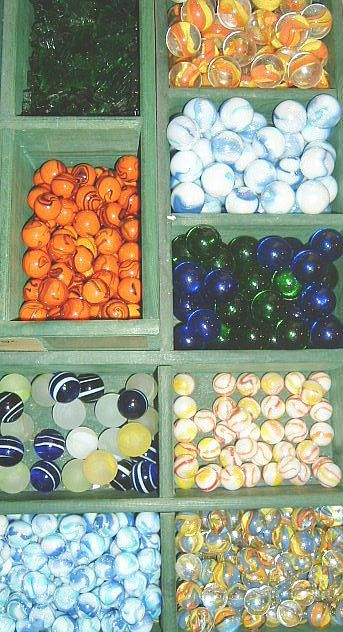
Murmeln unterschiedlicher Wertigkeit

In der Regel wird den Murmeln je nach Ausführung ein bestimmter Wert zugewiesen. Dies ist wichtig, da es bei den meisten Spielen auf einen gleichwertigen Einsatz ankommt. Einfache Glasmurmeln mit einem Durchmesser von rund 1 cm haben meist den Wert Einer. Größere Murmeln gelten im Spielwert als Zweier, Fünfer oder Zehner. Eine wichtige Rolle spielt auch das Innenleben der Murmel. Je nach Färbung der eingebrachten Verzierungen ergeben sich andere Werte. Kugeln aus anderen Materialien wie Porzellan oder Stahl erzielen je nach Größe noch höhere Werte als Fünfundzwanziger oder Fünfziger.
Die genaue Zuweisung der Werte wird regional unterschiedlich gehandhabt.

### Varianten (Auswahl)
Hier nur einige der zahlreichen Varianten und Regelauszüge. In anderen Ländern existieren noch ausgefallenere Techniken und Spielziele:

#### Loch,Einloch,KreiseoderKuhlemurmeln

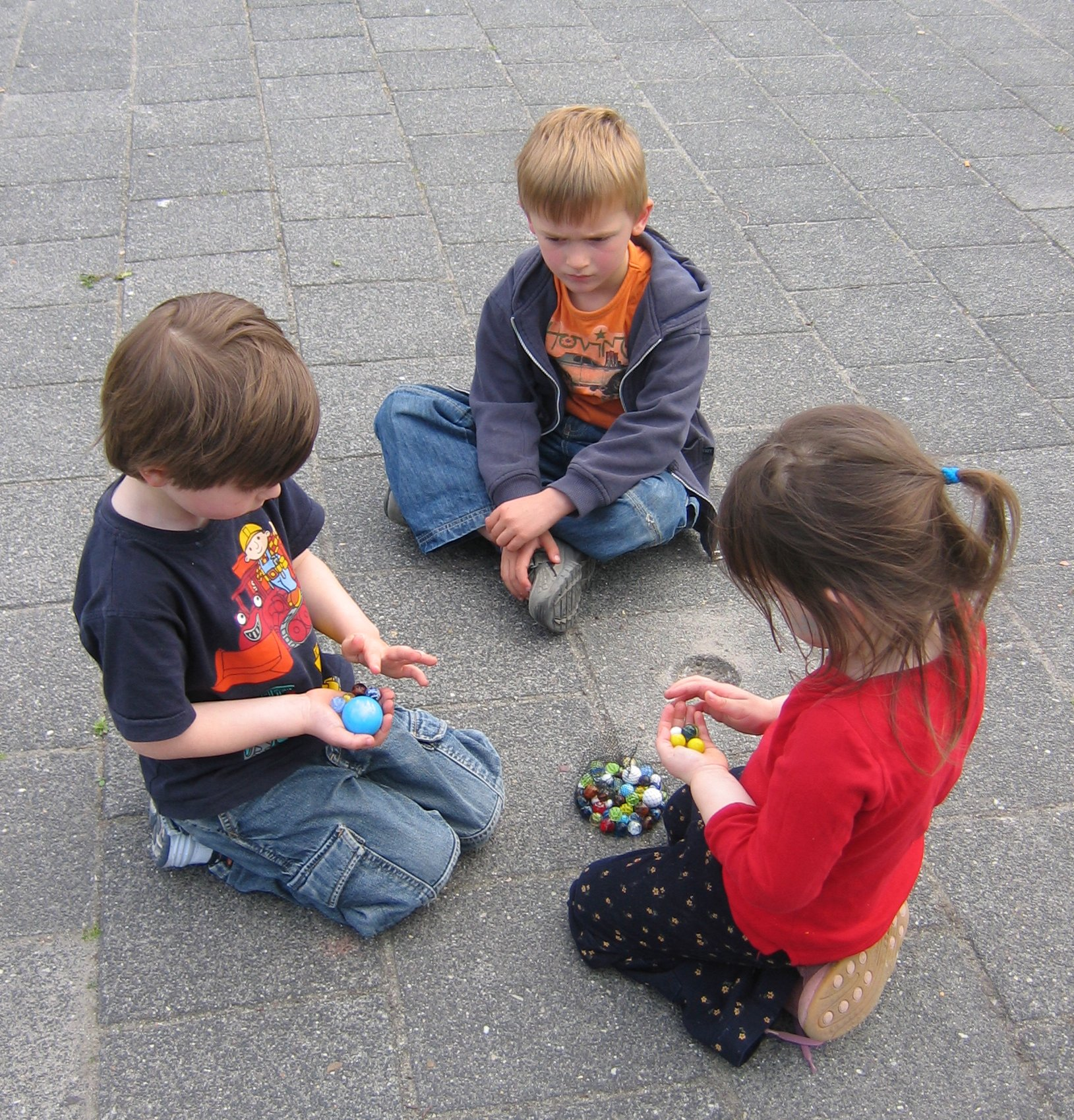
Kinder beim Klickern

Die Spieler nehmen etwa 5 bis 8 Schritte vor einem faustgroßen Loch im Boden Aufstellung, nachdem sie zuvor die Reihenfolge ausgehandelt haben (Abzählreim oder Zuruf). Jeder wirft nun 3 oder mehr (je nach Absprache) Klicker nach dem Loch. Je nach der Entfernung der einzelnen Klicker vom Loch wird nun weitergespielt. Der Spieler, der die meisten bereits im Loch unterbrachte oder derjenige, dessen Klicker dem Loch am nächsten liegen, beginnt. Er schiebt die am Boden liegenden Kugeln mit den Fingern ins Loch. Verfehlt er, ist der nächste an der Reihe. Wer alle seine Kugeln als Erster einlocht oder wer die letzte Kugel ins Loch spielt, ist Sieger und erhält entweder alle Murmeln oder einen zuvor ausgehandelten Einsatz. Die Verlierer können nun den Gewinner ihrerseits wieder herausfordern, um die verlorenen Murmeln zurückzuholen. Für Turniere wurden die Regeln für das Kuhlemurmeln kodifiziert und zuletzt 2016 überarbeitet.

#### Fünferloch
Fünf Löcher werden wie auf einem Spielwürfel (W6) dargestellt in die Erde gegraben. In jedes Grübchen wird nun der vorher vereinbarte Einsatz gelegt. Nun darf sich jeder versuchen. Wer in ein Loch trifft, erhält die darin befindlichen Murmeln. Wer daneben trifft oder in ein bereits leeres Loch, muss die Murmel als nächsten Einsatz abgeben.

#### DotzenoderAndotzen
Eine Linie kennzeichnet das Standmal. Ein Spieler wirft von dort seine Murmel. Der andere versucht, diese durch einen Daumenschuss zu treffen. Gelingt es ihm, gehört die Murmel ihm. Verfehlt er, ist der andere dran. Wer die zuerst geworfene Murmel trifft, ist der Gewinner.

#### Augenschuss
In einen kleinen eingezeichneten Kreis legt jeder den Murmel-Einsatz. Mit geschlossenen Augen stellt man sich nun über den Kreis und lässt die Murmel aus Kopfhöhe fallen. Wird dabei eine im Kreis befindliche hinausgeschlagen, gehört sie dem Treffenden.
Dieselbe Variante kann man auch spielen, indem man aus einer vereinbarten Entfernung die Kugeln vom Boden aus hinauszuschnippen versucht.

#### Burgen treffenoderSchlösschenoderPyramide
Jeder baut vor sich eine kleine Burg oder ein Schloss auf, indem er aus vier Murmeln eine Pyramide bildet. Wem es gelingt, durch einen Murmeltreffer diese zu zerstören, erhält alle Vier. Ansonsten verbleiben die Fehlversuche beim Gegner.

#### Wandmurmeln
Aus einer festgelegten Entfernung versuchen die Mitspieler ihre Murmeln so nah wie möglich an eine Wand oder einen Bordstein heranzubekommen. Wer am nächsten rankommt, gewinnt alle Murmeln. Es gibt drei Varianten: entweder müssen die Murmeln vorher die Wand bzw. den Bordstein getroffen haben, es zählen also nur Rückpraller. Oder die Murmeln dürfen Wand bzw. Bordstein nicht berühren, also scheiden die Rückpraller gleich aus. Oder Rückpraller und nicht zurückgeprallte Murmeln zählen gleichermaßen und es kommt nur auf den geringsten Abstand an.

#### Rückprall
Einer wirft, schnippt oder rollt eine Murmel an eine Wand oder einen Bordstein, so dass diese dann zurückprallt und liegen bleibt. Die anderen versuchen nun, ihre Murmeln ebenfalls nach Rückprall möglichst nah an die erste Murmel heranzubekommen. Derjenige gewinnt, dessen Murmel am nächsten zur ersten liegt.

#### Murmel-Boule
Diese Variante ist ähnlich den klassischen Boule-Spielen: eine Ziel-Murmel oder ein anderer Gegenstand wird ein Stück voraus geworfen oder abgelegt. Nun versucht jeder Spieler mit einer oder mehreren Murmeln möglichst nah an das Ziel heranzukommen. Dabei darf man auch andere Murmeln wegschießen. Gewonnen hat derjenige, der am Ende dem Ziel am nächsten liegt.

## Techniken
Je nach Spielart benutzt man beim Murmelspiel mehrere Techniken:
- Beim Gelenkwurf wird die Murmel locker zwischen Daumen und Zeigefinger – beide gekrümmt – gehalten und aus dem Handgelenk zum Ziel geworfen.
- Beim Daumenschuss liegt die Murmel in der Krümmung des Zeigefingers und am Daumennagel und wird mit dem Daumen nach vorn geschlenzt. Ein vorderer Knöchel des Zeigefingers ruht dabei auf dem Boden und die Hand sollte nicht bewegt werden.
- Beim Schnippen wird die Murmel mit Zeige- oder Mittelfinger leicht oder fest (je nach Entfernung) geschnippt. Zwischen Fingernagel und dem angewinkelten vordersten Daumenglied wird dabei zuerst Druckkraft aufgebaut und in der elastischen Fingerstrecksehne entsprechende Energie gespeichert, die den Finger plötzlich beschleunigt und ein Stück wegschnalzen lässt, sobald man den Finger vom Daumen bewusst abgleiten lässt.
- Beim Schieben rollt man die Murmel mit dem Zeige- oder Mittelfinger nach vorn.
- Beim Tuppen drückt man etwas schräg von hinten oben mit einem der kräftigeren Finger auf die am Boden liegende Murmel, bis sie nach vorne wegrutscht und mit einem Effet losrollt.

## Meisterschaften

### Deutsche Meisterschaft
Seit 1996 wird Murmeln auch als Deutsche Meisterschaft ausgetragen. Zahlreiche Vereine treffen sich und ermitteln die Meister in den Kategorien:
- Englisches Ringspiel und
- Deutsches Lochklickern (auch Kuhlemurmeln genannt)

Die erste Meisterschaft fand am 19. Oktober 1996 in Erfurt statt.
Am 18. August 2007 fand die 12. Deutsche Meisterschaft in Ludwigshafen statt, Ausrichter war der 1. MSC Ludwigshafen/Friesenheim, welcher im letzten Jahr noch Deutscher Meister im Kuhlemurmeln wurde. In diesem Jahr war dies anders, denn neuer Deutscher Meister im Kuhlemurmeln wurde der 1. Södeler Klickerverein. Platz 2 belegte der 1. Kirchener Klickerverein, Platz 3 die Marble Rebels aus Ludwigshafen/Friesenheim. Im Englischen Ringspiel wurde der damalige amtierende Weltmeister auch Deutscher Meister, nämlich der 1. MC Erzgebirge Neukirchen. Auf Platz 2 kamen die Sachsenbrunner Murmler, auf Platz 3 die Marble Rebels aus Ludwigshafen. In den Einzelwertungen wurde Chris Pampel vom 1. MC Erzgebirge im Ringspiel und Stephen Sutton von den Marble Rebels Ludwigshafen im Kuhlemurmeln Deutscher Meister.
Am 16. August 2008 fand in Wölfersheim/Södel in Hessen die 13. Deutsche Meisterschaft statt, Ausrichter war der 1. Södeler Klickerverein. Der SKV war auch das dominanteste Team im Kuhlemurmeln, denn gleich 2 Mannschaften kamen ins Finale. Somit wurde der 1. SKV neuer Deutscher Meister sowie Deutscher Vizemeister im Kuhlemurmeln. Den dritten Platz belegte der SV Jennelt-Uttum 58 aus Ostfriesland. Eine Einzelwertung gab es in diesem Jahr nicht mehr. Im Englischen Ringspiel setzte sich erneut der 1. MC Erzgebirge Neukirchen durch und verteidigte den Titel Deutscher Meister. Neuer Deutscher Vizemeister wurden die Marble Rebels aus Ludwigshafen/Friesenheim, Dritter wurden die Sachsenbrunner Murmler. Deutscher Meister im Einzel wurde erneut Chris Pampel vom 1. MC Erzgebirge.
Bei der Deutschen Meisterschaft in Södel 2019 setzte sich unter 26 Teams der 1. Södeler Klickerverein durch und wurde mit nun acht Meistertiteln Rekordmeister.

### Weltmeisterschaft im englischen Ringspiel
Doch auch international existieren Weltmeisterschaften. Jährlich am Karfreitag treffen sich die besten Murmelspieler der Welt in dem kleinen englischen Ort Tinsley Green unweit des Londoner Flughafen Gatwick. Im und am Greyhound-Pub, einem der fünf Häuser, aus denen der ganze Ort besteht, werden offiziell seit 1932 die „Britischen und Weltmeisterschaften im Murmelspiel“ ausgetragen. Gespielt wird die Disziplin Englisches Ringspiel.
Die Weltmeisterschaft im Englischen Ringspiel konnte im Jahre 2002 erstmals von einer deutschen Mannschaft gewonnen werden, den Saxonia Globe Snippers aus Chemnitz, welche auch in den Jahren 2003 und 2004 den Weltmeistertitel verteidigen konnten.
Die Weltmeisterschaft 2006 in Tinsley Green wurde vom 1. MC Erzgebirge gewonnen. Der zweite Platz ging an die Handcross 49ers aus London. Auch 2007 gewann der 1. MC Erzgebirge die Weltmeisterschaft, 2008 musste er jedoch den Titel an das Team der Yorkshire Meds aus Nordengland abgeben.

### Weltmeisterschaft im Sandmurmeln
Die französische Organisation Mondial Billes richtet dieses Turnier aus. Gespielt wird auf einem anspruchsvollen Parcours, der nur mit Sand und Wasser erbaut wird. Jedes Jahr im August gibt es in Royan an der französischen Atlantikküste das Weltfinale im Sandmurmeln. Teilnehmen dürfen diejenigen Spieler, die sich bei den entsprechenden Qualifikationsturnieren, die zum Teil in der ganzen Welt stattfinden, gegen viele Gegenspieler durchsetzen und somit den Landestitel gewonnen haben.

### Weltmeisterschaft im Kuhlemurmeln
Die Weltmeisterschaften im Kuhlemurmeln für Einzelspieler finden jedes Jahr in Prag statt (Tschechische Variante des Spiels). Ausrichter ist der Tschechische Murmelsportverband. Am 24. Mai 2008 fand in Ludwigshafen die erste Weltmeisterschaft im deutschen Kuhlemurmeln für Mannschaften statt. Sieger und damit erster Weltmeister wurde der 1. Södeler Klickerverein, der sich gegen die Türkei und Tschechien, sowie die deutschen Vertreter der Marble Rebels Ludwigshafen mit der Deutschen Gligger-Nationalmannschaft, Sachsenbrunner Murmler, 1. Kirchener Klickerverein und 1. MSC Ludwigshafen-Friesenheim durchsetzte.

## Kurioses und Wissenswertes
- Kurz vor ihrem Sich-Verstecken vor der Verfolgung hatte die zwölfjährige Anne Frank 161 Murmeln einem Nachbarmädchen in Amsterdam zum Aufbewahren gegeben. Die Murmeln haben überlebt. Sie waren bis zum 5. Mai 2014 erstmals ausgestellt bei Der Zweite Weltkrieg in 100 Objekten in der Kunsthal Rotterdam.[19]
- Die Glasmurmel wurde „erfunden“, weil man eigentlich die Herstellung von Glasaugen, die zuvor aus Halbedelsteinen bestanden, verbilligen wollte. Der Erfinder des Glasauges aus Lauschaer Glas, Ludwig Müller-Uri, beauftragte seinen Schwiegersohn, den Tieraugenmacher Christoph Simon Karl Greiner damit, was ihm auch nach mehreren Versuchen gelang.
- 1954 verlor die US-amerikanische Mannschaft The Grosvenor Bullets beim Training im Hyde Park zur Weltmeisterschaft an die englischen Straßenkinder in kurzer Zeit 40 von mitgeführten 48 Murmeln und brach es daraufhin ab.[20]
- In Deutschland gibt es seit 1995 ein Murmelmuseum in Sachsenbrunn im Thüringer Wald am Oberlauf der Werra. In diesem Museum – auch Märbelmühle genannt – ist nach der Wende Material von drei anderen Märbelmühlen zum Aufbau des Museums eingearbeitet worden.[21]
- In Mannheim-Seckenheim fand 1977 nach einer Idee von Alfred Heierling eine 1. Klickerles-Olympiade mit über 600 Teilnehmern im Beisein des ZDF statt.
- In Freiburg im Breisgau gibt es die Narrenzunft der Ribblinghieler. Ribbling nennt man im Alemannischen die Murmel. Wenn kleine Kinder weinten, weil die Größeren ihnen die tönernen, bunten Ribbling zertreten hatten, so wurden die weinenden Kleinen verächtlich „die Ribblinghieler“ genannt.[22]